# Repetidor del Bartolo
El Repetidor del Bartolo és un repetidor de comunicacions propietat d'ACPV i ubicat al Desert de les Palmes, al conegut com Pic del Bartolo. Històricament ha sigut utilitzat per a emetre la senyal de Televisió de Catalunya a les comarques del nord del País Valencià, fins el seu tancament l'any 2011.
Fou obert el març de 1986, i aquell mateix any fou intentat tancar per part del Vicepresident del Govern Espanyol, Alfonso Guerra. Tot i que a finals d'aquell any el Ministeri de Transports ordenà el seu tancament, l'Audiència Territorial de València, finalment, invalidà l'ordre.
L'any 2007, arran de l'ofensiva del Govern de Francesc Camps contra les emissions de TV3 al País Valencià, fou el segon repetidor amb ordre de clausura dels deu de la xarxa d'ACPV, sent el primer el de la Carrasqueta. Tanmateix, la justícia va paralitzar el tancament a principis de 2008, romanent operatiu fins que el 2011 ACPV tanca tota la xarxa ofegada econòmicament a multes. Finalment, el 2012, el Tribunal Suprem va considerar invàlides les raons del govern del PP per a realitzar el tancament.